# Dediščinski jezik
Dediščinski jezik (ang. heritage language) je jezik, ki se ga govorec nauči govoriti v družinskem krogu kot otrok, ampak ga zaradi vpliva drugače jezičnega okolja nikoli ne razvije do konca. 
Govorimo lahko tudi o govorcih družinskega oz. domačega jezika. Praviloma so govorci dediščinskega jezika dvojezični (bilingvisti), dediščinski jezik pa je njihov materni jezik. Razvije se pri govorcih, katerih starši so se preselili v drugo državo, kjer govorijo jezik, različen od otrokovega maternega jezika, pri tem pa je lahko tuje govoreči eden od staršev ali pa oba. Sem sodijo tudi jeziki manjšin, ki se ohranjajo kljub dominantnosti drugega, tujega jezika, ki je jezik okolja (npr. slovenski jezik v Argentini, Italiji ter drugod, kjer slovenščina obstaja kot jezik manjšine; karelski jezik v Republiki Kareliji, kjer v vseh sferah družbenega življenja sicer prevladuje ruščina).

## Definicija
Obstajajo različne definicije dediščinskega jezika. V splošnem ta termin opisuje jezik manjšin oziroma jezik, ki ni jezik večine.  
Ameriška jezikoslovka Maria Polinsky dediščinski jezik definira kot zadnjo točko dvojezičnosti, ko pride do preloma v komunikaciji med starši in otroki. Če se družina preseli v drugo državo, so otroci kljub vsemu najprej izpostavljeni jeziku, ki ga govori družina. Ko se začne otrok vključevati v družbo (npr. ko začne obiskovati vrtec ali šolo), je izpostavljen jeziku okolja, na neki točki postane dvojezičen oziroma bilingvističen. Postopoma se kot dominantni jezik uveljavlja jezik okolja, materni jezik pa (ne glede na trud staršev ohraniti le-tega) postaja vse šibkejši, tako da se celo doma otrok začne pogovarjati v jeziku okolja. Običajno se starši še vedno želijo z njim pogovarjati v maternem jeziku in pride do prelomne točke v komunikaciji. Zadnjo stopnjo te dvojezičnosti Polinsky imenuje dediščinski jezik. 
Pri tem je potrebno opozoriti, da Polinsky razlikuje pojme materni jezik, dediščinski jezik in dominantni jezik. Materni jezik je po njeni definiciji jezik, kateremu je otrok izpostavljen najprej in v stiku z dominantnim (ki ga definira kot jezik okolja) prehaja v dediščinski jezik. Njene teorije izhajajo iz prepričanja, da dvojezičnost (bilingvizem) v idealni formi ne more obstajati, saj je nemogoče znati dva jezika enako dobro oziroma vedno eden izmed jezikov postane dominanten. Slednjega naj bi ljudje uporabljali pri štetju ter v stresnih situacijah. 
Problem pri definiranju se pojavi, ko se lahko govorci istega dediščinskega jezika v istem drugače govorečem okolju razlikujejo po znanju tega jezika in so prav tako vsi uvrščeni med govorce dediščinskega jezika. Tako lahko nekateri govorci zelo učinkovito uporabljajo dediščinski jezik, drugi ga lahko razumejo, a ga ne znajo govoriti, nekateri pa ga niti razumeti ne morejo in so z jezikom povezani le preko kulturne povezave. 
Tudi v slovenščini se pojavljajo razlikovanja v terminologiji. Mlajši govorci, govorci t. i. poldruge (tisti, ki so se skupaj s starši preselili) in druge (ki so bili rojeni v tuji državi) generacije so v angleščini imenovani heritage speakers, v slovenščini pa so to govorci družinskega oz. domačega jezika (članek sklic) ali govorci dediščinskega jezika.

## Značilnosti dediščinskega jezika
Dediščinski jezik se, za razliko od dominantnega jezika govorca, pojavlja navadno v ustni formi in je omejen na komunikativnopragmatične vsakdanje situacije. V njem so prisotne slovnične posebnosti, teži k bolj eksplicitnemu izražanju semantičnih odnosov in ne pozna stilskih različic.
Po raziskavah na slabljenje maternega jezika vpliva starost, pri kateri je otrok izpostavljen jeziku okolice. Izkazalo se je, da kasneje kot je otrok izpostavljen dominantnemu jeziku, manj možnosti je, da bo izgubil zmožnost govoriti v dediščinskem (maternem) jeziku. 
Na vprašanje, zakaj govorci dediščinskega jezika govorijo »drugačen« jezik kot materni govorci tega jezika, obstaja kar nekaj teorij. 
Veliko raziskovalcev dediščinskega jezika proces usvajanja tega jezika imenuje kot »nepopolno usvajanje«. Silvina Montrul pravi, da otroci običajno še niso dovolj stari, da bi dosegli nivo jezika naravnega govorca, preden so izpostavljeni dominantnemu jeziku. Pojem attrition (oslabitev) definira kot krčenje jezikovne kompetence, ki se zgodi naknadno, potem ko je govorec ta jezik že obvladal na stopnji naravnega govorca. Prav to naj bi se zgodilo pri govorcih dediščinskega jezika.
Diego Pascual in Jason Rothman pa na usvajanje jezika gledata drugače. Onadva in mnogi drugi raziskovalci so prepričani, da usvajanje dediščinskega jezika ni nepopolno, temveč je popolno in zaključeno, vendar se razlikuje od usvajanja maternega jezika pri enojezičnih govorcih, torej ljudeh, ki so izpostavljeni usvajanju zgolj enega jezika.
Michael Putnam in Liliana Sánchez pa opozarjata, da je pri znanju maternega jezika nujno potrebno upoštevati izpostavljenost otroka maternemu jeziku v drugojezičnem okolju in da je torej znanje maternega jezika odvisno predvsem od tega.

### Metode za preverjanje znanja dediščinskega jezika
Eden izmed načinov preverjanja znanja dediščinskega jezika in ugotavljanja jezikovne kompetence je hitrost govora. Pri govorcih, katerih dediščinski jezik je ruščina, jezik okolja pa angleščina, so raziskave pokazale, da je hitrost govora povezana s tem, ali govorci v govoru uporabljajo dva slovnična spola ali tri. Če uporabljajo le dva, je to pokazatelj, da imajo probleme pri izražanju težjih slovničnih konstrukcij in se zatorej hitrost njihovega govora upočasni.
Čeprav je to učinkovita metoda, pa nekateri govorci ne želijo govoriti v dediščinskem jeziku. Takrat je učinkovita metoda tudi preverjanje obsega in natančnosti razumevavanja besedja, saj se znanje besed (ponavadi za osnovo vzamejo osnovno listo dvestotih besed) in govorčeva kontrola nad znanjem slovnice pogosto ujemata.

## Sodobne raziskave dediščinskega jezika
Po Polinsky je v življenju dvojezičnega govorca vedno prisoten dominantni jezik. Pri dediščinskem jeziku je zanimivo to, da je dediščinski jezik tisti, ki ga usvojimo kot prvega, ko pa pride do stika z dominantnim jezikom oziroma jezikom okolja, pa le-ta izriva prvega. Govorci dediščinskega jezika so lahko na povsem različnih stopnjah, od takih, ki bi lahko celo opravili izpit za stopnjo rojenega govorca, do takih, ki maternega jezika praktično ne uporabljajo in ne razumejo. Slednje Polinsky imenuje tudi overhearers, saj so bili v materni jeziki zgolj poslušali, niso pa ga nikoli aktivno govorili. Glede teh govorcev se poraja vprašanje, kako dobro dejansko znajo materni jezik. Iluzija, da veliko razumejo, se pojavi zato, ker materni jezik navadno uporabljajo v jasnih in vnaprej danih kontekstih, kjer je izbir malo (npr. če želijo povedati stavek Rad te imam, babica). Če bi te govorce postavili v okolje, kjer je izbir več in morajo izbirati med podobnimi variantami, bi se pojavile težave. 
Raziskave, ki so potekale v ZDA (predvsem na govorcih, katerih materni jeziki so korejščina, ruščina ali španščina, dominantni jezik pa angleščina), so pokazale tri temeljne značilnosti, ki se pojavljajo v vseh dediščinskih jezikih teh govorcev. Kot prvo se v jeziku pojavljajo elementi otroškega govora; razlog za to je, da je usvajanje primarnega jezika prekinjeno v otroštvu. To s tujko Polinsky imenuje fossilization of child language (usvajanje prvin otroškega govora), ki pomeni napako, ki postane navada in jo je težko odpraviti. Takšne napake se največkrat pojavijo pri samostalnikih, saj raziskave kažejo, da se otroci v primerjavi z glagolskim sistemom težje naučijo samostalniškega, ne glede na zapletenost enega ali drugega. Kot drugo so raziskave pokazale neke univerzalne značilnosti, ki so skupne vsem raziskanim dediščinskim jezikom. Kot tretje pa je opazno, da govorci dediščinskih jezikov prenašajo nekatere sestavine iz dominantnega jezika v materni jezik (npr. besedni red). 
Pomembnost teh raziskav Polinsky vidi v tem, da nam kot prvo dovoljujejo preverjati hipotezo first in, last out (ki je predstavljena v nadaljevanju), hkrati pa nam dajo možnost vpogleda v delovanje jezikovnega sistema. Namen raziskav je najti univerzalne značilnosti dediščinskih jezikov in pojasniti, kaj gre pri jeziku »narobe« ter zakaj so govorci dediščinskih jezikov na nekaterih področjih šibkejši.
Podobni rezultati raziskav so se pokazali tudi pri ruskih priseljencih v Sloveniji. Pokazalo se je namreč, da otroci veliko hitreje usvajajo jezik okolja kot starši (potrebnih je od 3 do 12 mesecev aktivnega stika z okoljem) in ga tudi raje uporabljajo. Kmalu se pojavi težnja, da bi govorili slovensko tudi s svojimi starši, dvojezičnimi prijatelji in ruskimi učitelji. Zato otroci iz ruskih družin, ki se nikoli niso posebej učili ruskega jezika, dobro obvladajo pogovorno ruščino, imajo pa probleme pri branju in pisanju. Težje razlikujejo tudi med podobnimi variantami za izražanje zaradi pomanjkanja prakse. Tako njihova zmožnost uporabljanja in razlikovanja različnih zvrsti v ruščini ostaja omejena.

## Ponovno učenje oziroma poglabljanje znanja dediščinskega jezika
Nekateri se želijo ponovno naučiti maternega jezika ali poglobiti njegovo znanje. Učenje oziroma ponovno učenje dediščinskega jezika se razlikuje od učenja jezika kot drugega tujega jezika. Prednosti se pokažejo predvsem pri fonetiki, četudi so bili z dediščinskim jezikom v stiku malo časa.  
Le nekatere univerze v ZDA ponujajo možnost učenja jezika (predvsem španščine) za govorce jezika kot dediščinskega. Tako lahko učenci, ki so odraščali ob učenju španščine kot maternega (oziroma dediščinskega) jezika, nadaljujejo z učenjem glede na njihove dotedanje sposobnosti.
V Sloveniji na primer za učenje ruščine kot dediščinskega jezika program ponuja le ena šola, in sicer Ruska šola v Ljubljani, ki ima svoje podružnice v Ljubljani, Kopru in Radovljici.

## Teorija "first in, last out"
Prvi, ki je zastavil to teorijo, je bil Roman Jakobson. Posebej se je zanimal za raziskovanje razvoja otroškega govora ter slabitev govora ljudi z afazijo. Postavil je hipotezo, da sta ta dva procesa pravzaprav enaka, le da se govor ljudi z afazijo razvija v obratno smer. To je t. i. regression hypothesis (regresivna hipoteza), ki pravi: »The dissolution of the linguistic sound system in aphasics provides an exact mirror-image of the phonological development in child language.« (sln. »Razveljavljanje lingvističnega zvokovnega sistema pri ljudeh z afazijo ponuja zrcalno sliko fonološkemu razvoju otroškega jezika.«).
Jakobsonova hipoteza govori o tem, da jezik, ki ga usvojiš kot prvega, pozabiš zadnjega. Tako naj bi po njegovi teoriji, če bi človek iz kakršnih koli razlogov začel izgubljati jezike, ki jih zna (npr. nesreča, kjer bi človek izgubil spomin ali pa ko človek zaradi starosti izgublja spomin), zadnji ostal prav materni jezik, saj je ta najbolj usidran v nas samih. 
Ta teorija je privlačna za mnoge raziskovalce, a kljub temu še ne dovolj raziskana. Potrebno se je zavedati, da je to le hipoteza, ki pa do zdaj še ni dokazana.

## Jezikovna odstopanja v ruščini kot dediščinskim jeziku pod vplivom jezika okolja

### Ruščina kot dediščinski jezik pod vplivom slovenščine kot jezika okolja[1]
Glavna značilnost ruščine kot dediščinskega jezika v slovenskem jezikovnem okolju je predvsem negativni jezikovni prenos oz. interferenca. 
Raziskave so pokazale, da govorci lažje razumejo, govorijo in berejo rusko, težje pa jim je pisanje, predvsem upoštevajoč ruski pravopis (npr. uporaba mehkih znakov, razlikovanje med trdimi in mehkimi soglasniki), slovnico in naglasna mesta. 
Najpogostejše napake, ki se pojavljajo v ruščini pri govorcih ruščine kot dediščinskega jezika pri pisanju so: 
- nedosledno zapisovanje redukcije, do katere v ruščini prihaja pri nenaglašenih zlogih v vseh položajih (akanje, npr. *сабака [sabˈaka] (namesto собака ‛pes’) ter ponaglasna redukcija, npr. *лошедей (namesto лошадей ‛konjev’));
- nerazlikovanje med jotiranimi in nejotiranimi črkami е [je] in э [e], npr. *поетому (namesto поэтому ‛zato’), *етот (namesto этот ‛ta’), *эсть (namesto есть ‛je’);
- nerazlikovanje črk и [i] in й [j], npr. *в Словений (в Словении ‛v Sloveniji’), *в Росий (в России ‛v Rusiji’);
- nerazlikovanje med ruskimа šumnikoma ш [š] in щ [š’]: в будуше (namesto в будуще ‛v bodoče’) in в будушем (namesto в будущем ‛v prihodnosti’), kar še dodatno otežuje interferenca slovenske ustreznice (bodoče);
- mešanje slovenskih latiničnih in ruskih ciriličnih črk у [u] in u, npr. *дрuгих (namesto других ‛drugih’) ter в [v] in b, npr. *выл (namesto был ‛bil’);
- zamenjava predlogov у in в, npr. *в нас (namesto у нас ‛pri nas’), pri čemer je razlog verjetno slovensko pravorečno pravilo vokalizacije predloga v (v ruščini pa ima predlog у drugačen pomen);
- nerazlikovanje med trdimi in mehkimi soglasniki, ki se v ruščini odražajo v pisavi, npr. *филм (namesto фильм ‛film’), *старих (namesto старых ‛starih’);
- napačen oz. nedosleden zapis nedoločnih, nikalnih, vprašalnih, oziralnih zaimkov, nepolnopomenskih besed (predlogov, veznikov) ter diskurznih označevalcev; govorci dediščinskega jezika se težko odločajo med zapisovanjem skupaj, narazen ali z vezajem, npr. *по моему (namesto по-моему ‛po moje’), *от куда (namesto откуда ‛od kod’);
- napačen zapis vokaliziranih predlogov, ki se pred samostalnikom, ki se začne s soglasniškim sklopom, podaljšajo, npr. *в многих (namesto во многих ‛v mnogih’), *с многими (namesto со многими ‛z mnogimi’), *о всём (namesto обо всём ‛o vsem’);
- napačno postavljanje ločil.

Kot večja težava se pojavlja tudi naglasno mesto. Predvsem se negotovosti pojavljajo, ko so prisotne paradigme z nestalnim naglasnim mestom. 
Pri oblikoslovju prihaja do naslednjih napak: 
- pri prevzemu sklanjatvenega vzorca iz dominantnega jezika  (t. i. oblikoslovnem kalkiranju), npr. много *достопримечательности (namesto много достопримечательностей ‛veliko znamenitosti’) pod vplivom slovenske ustreznice veliko znamenitosti;

- pri rabi orodnika, ki se v slovenščini vedno rabi s predlogom, v ruščini pa se predlog uporablja samo v določenih primerih, in sicer za označevanje spremljevalca, npr. Пишем *с ручкой (namesto ручкой ‛pišemo s kemičnim svinčnikom’);

- pri rabi rodilnika množine, kjer so informanti poskušali uveljaviti končnice, ki najbolj spominjajo na slovensko oblikoslovno ustreznico -ov/-ev, tako se pojavijo napake tipa много *чувствов (namesto чувств-Ø 'veliko čustev'), *пляжов (namesto пляжей 'plaž'), *писателев (namesto писателей ‛pisateljev’);
- pri rabi kategorije živosti, katere raba se razlikuje v slovenščini in ruščini, npr. Писатель хотел *все (namesto всех), которые будут читать этот роман, предупредить об опасности (‛Pisatelj je želel vse, ki bodo brali ta roman, opozoriti na nevarnost.’);
- pri prodiranju zanikanega rodilnika v ruščino, ki ga slovenščina upošteva dosledno, ruščina pa ga pozna kot variantno rešitev v nekaterih primerih, npr. Не забыл *своей учительиицы (namesto свою учительницу ‛Ni pozabil svoje učiteljice.’);
- pri rabi dovršnika in nedovršnika, ki se v slovenščini in ruščini precej razlikuje. [5]

Posebej je potrebno omeniti še predloge, ki imajo v ruščini in slovenščini različne pomene, npr. slovenski predlog za in ruski за. 
Na besedni (leksikalni) ravni je opaznih več odstopanj:
- vstavljanje slovenskih besed v ruski stavek;
- napake pri primerih paronimije, tj. besed, ki so si podobne glede na zunanji videz (npr. Видела квартиру (namesto картину) Mona Lisa (‛Videla je stanovanje (namesto sliko) Mona Liza.’), ko je dvojezično govorko zavedla navidezna podobnost ruskih besed картина ‛slika’ in квартира ‛stanovanje’);

- napačna semantizacija na podlagi zavajajoče zunanje podobnosti (npr. zamenjava ruske besede лес ‛gozd’ in slovenske besede les v povedi Это был качественный лес *‛To je bil kakovosten gozd’ (namesto les)).

Kot problematični področji sta se pokazali še poznavanje ruskih besed, ki nastopajo v stalnih besednih zvezah ter besedotvorne zmožnosti. 
Pričakovano se omejitve izpričajo tudi pri testiranju poznavanja idiomatičnega izrazja, tj. frazemov. Pokazalo se je, da so lažjo nalogo pomenili bodisi izrazi, ki imajo ustreznico v slovenščini, bodisi izrazi, kjer so govorci poznali večino besed. V ostalih primerih je bilo več ugibanj in zato tudi višji delež napak. 
Za na konec se dotaknimo še skladenjske ravni in napak, ki se tu pojavljajo : 
- vstavljanje veznika если v odvisnike (npr. Я не знаю, *если это правильно (namesto правильно ли это) ‛Ne vem, ali/če je to pravilno.’). Pri tem je potrebno poudariti, da te napake ne gre razlagati izključno z vplivom slovenščine, saj se ista napaka pojavlja tudi v drugih jezikovnih okoljih, denimo v Ameriki;

- vzročni veznik потому что ‛(zato) ker’ v knjižni ruščini nikoli ne začne stavka, ampak vedno stoji v postpoziciji. Če želimo isti pomen izraziti na začetku, moramo zamenjati veznik bodisi s pogovornim раз/так как bodisi s knjižnim поскольку, na primer *Потому что ты хочешь учиться в нашей гимназии, я тебе все напишу. (namesto Раз ты хочешь учиться в нашей гимназии, я тебе все напишу ali Поскольку ты хочешь учиться в нашей гимназии ‛Ker se želiš učiti na naši gimnaziji, ti bom vse napisal.’);
- odsotnost razlikovanja med kratko in dolgo obliko pridevnika v ruščini, kjer govorci najpogosteje uporabljajo kar dolgo obliko v vseh primerih;
- nepravilna raba ruskega glagola есть ‛biti/je’, ki se lahko v ruščini v sedanjiku opušča;
- odstopanja v rabi členka тоже ‛tudi’, ki ima ožji pomen kot slovenski tudi, pomen katerega pokrivata dva ruska členka, in sicer тоже in также.

### Ruščina kot dediščinski jezik pod vplivom angleščine kot jezika okolja[6]
Raziskave so pokazale, da se napake govorcev dediščinskega jezika v angleško govorečem okolju razlikujejo tako od napak naravnih govorcev jezika kot tudi od napak tujih študentov, ki se ruskega jezika učijo sistematično. 
Za tiste, ki se ruščine učijo kot drugega tujega jezika, je značilen jezikovni prenos (jezikovna interferenca). Če jezikovni prenos poteka na besedni (leksikološki) ravni in privede do nepravilnih kalkov. 
Na primer: Зато мне кажется, что каждое время, когда я включаю телевизор, я вижу ещё другую передачу о здоровье (vpliv angleščine: each time → каждый время, namesto ruskega каждый раз). (‛Zato se mi zdi, da vsakič, ko vključim televizor, vidim vedno novo oddajo o zdravju.’)
Stopnja interferenc je lahko različna: tisti, ki se uči jezika, lahko prenese celo angleško konstrukcijo v ruščino, npr. В утра я люблю чай чордней [вместо: черный] с молоком (vpliv angleščine: in the morning → в утро namesto pravilnega ruskega утром ‛Zjutraj rad pijem črni čaj z mlekom.’), lahko pa se pojavijo primeri z lažjimi napakami, npr. Я учу по-русский язык.;  v tem primeru je očitno, da govorec sicer pozna konstrukcijo, vendar ima primanjkljaj na področju morfologije, saj je zamešal prislov s predlogom - по-русский namesto по-русски; prav tako pa ima primanjkljaj na leksikološkem in sintaktičnem področju, saj ne zna tega pravilno uporabiti v kontekstu – zato prislov v tekstu funkcionira po pravilih angleščine).  
Logično bi bilo predvidevati, da bodo tudi govorci dediščinske ruščine pri govoru kalkirali angleške konstrukcije, saj naj bi prišlo do mešanja dve jezikovnih sistemov. A so raziskave pokazale, da do tega procesa pri govorcih dediščinskega jezika prihaja kar do štirikrat manj. Rezultat je presenetljiv, kljub temu pa moramo v ozir vzeti, da so govorci dediščinskega jezika nestandardni govorci, saj je ruski jezik za njih materni in hkrati tuj jezik. Govorci dediščinske ruščine bi se naj redkeje posluževali direktnega kalkiranja iz angleščine kot tuji govorci. Njihova strategija je, t. i. izmišljanje konstrukcij («изобретение» конструкций), to pomeni, da ustvarjajo konstrukcije, ki ne obstajajo niti v angleščini niti v ruščini. Take konstrukcije se imenujejo ne-kalki. 
Glede na leksikologijo in sintakso so raziskovalci določili štiri tipe taktik uporabe ne-kalkov, ki jih uporabljajo govorci dediščinskega jezika:
1. Razlaganje (толкования)    Govorec se trudi predati smisel z uporabo enostavnejših enot, torej ga pojasnjuje oziroma razlaga. Ta tip se pojavi, ko govorec ne more proizvesti potrebne leksike, zato jo zamenja z enostavno razlago.   Tako bo npr. uporabil konstrukcijo …он катается на лыжах с лодкой; его лодка везет на лыжах по воде (‛On se vozi na smučeh s čolnom; čoln ga vozi na smučeh na vodi’), če se ne more spomniti izrazov водные лыжи (‛smučati na vodi’) in кататься / ехать на водных лыжах (‛smučati na vodi’), ali pa jih ne pozna.
2. Raba posplošenih modelov za sestavo konstrukcij (использование обобщающей модели для построения конструкции)    Govorec si smisel neke enote razlaga preko modela njemu znanih konstrukcij in jih kombinira z drugimi, pri čemer ne upošteva slovničnih pravil. To se pojavi zato, ker govorec velikokrat sliši konstrukcijo enega tipa in si ustvari svojo predstavo o pomenu sestavin teh konstrukcij in o možnostih odnosov v teh konstrukcijah. Takšen je primer  *Чем ранше люде начинают читать и вапще [вообще] думать, тем ранше они начинают понимать о всем. (‛Prej kot ljudje začnejo brati in razmišljati, prej začnejo vse dojemati.’), kjer govorec pozna konstrukcije tipa razmišljati o, govoriti o itd. in si predlog o interpretira kot pokazatelj teme, pri tem pa ignorira dejstvo, da se glagol понимать ‛razumeti, dojemati’ ne more vezati s predlogom o. Pri tem primeru je zanimivo še to, da pri tem govorec ne upošteva slovničnega pravila, po katerem bi se moral predlog о pred всем razširiti na обо.
3. Kršitev oz. opuščanje nekompozicijskih slovničnih pravil (нарушение (упрощение) некомпозициональных грамматических правил)   Govorec ignorira slovnična pravila uporabe konstrukcij. Gre za primere, kjer napake niso tako velike kot v zgornjih primerih in se pojavijo zgolj zato, ker govorec dediščinskega jezika ne čuti nekaterih nians jezika in uporablja strategijo, ki teži k najbolj preprosti obliki.
4. Kršitev oziroma opuščanje komunikacijskih in interpretacijskih struktur izrekanja (нарушение (упрощение) коммуникативной и интерпретационной структуры высказывания)    Govorec pri izrekanju opušča pravila organizacije semantičnih informacij (besedni red). Tu se pojavijo napake kot na primer neupoštevanje pravil členitve po aktualnosti (neupoštevanje teme in reme). Govorec kombinira komponente izrekanja, ne da bi pri tem upošteval pravila o konteksta.